# 光叶茶藨子
光叶茶藨子（学名：Ribes glabrifolium）为虎耳草科茶藨子属下的一个种。

## 扩展阅读
- 維基物種上的相關：光叶茶藨子